# Sierra de Patlachique
La sierra de Patlachique es una formación orográfica que se localiza en el oriente del Estado de México. Forma parte del entorno geográfico de la cuenca de México y es uno de los límites del valle de Teotihuacán. La deforestación del valle fue causada por la extracción de madera que se requería para quemar la cal, que procedían de Zumpango o tula, y producir el estuco que revestía a la ciudad. La erupción del volcán Ixtle por el año 400 a. C. Desestabilizo ecológicamente la cuenca y obligó a un gran número de pobladores a abandonar el sur de la cuenca y desplazarse hacia Teotihuacán y otros lugares, lo que ocasionó el colapso de la esfera política de Cuicuilco. 

## Medio ambiente
El entorno natural de la sierra de Patlachique ha sido profundamente modificado por la presencia humana desde la época prehispánica. Antes del establecimiento de las primeras comunidades agrícolas en el valle de Teotihuacán, la sierra de Patlachique presentaba extensiones importantes de bosque de encino y bosque de pino-encino en las zonas media y alta de la formación montañosa. Las partes más bajas estaban cubiertas por matorrales y vegetación xerofítica. En la época contemporánea, la vegetación nativa ha cedido ante la creciente actividad humana, de modo que se ha reducido la superficie correspondiente al bosque de encino y pino-encino ante la deforestación. Algunas zonas se han destinado para la agricultura de temporal y en otras se han introducido especies foráneas.

## Elevaciones de la sierra de Patlachique
| Nombre             | Altitud (m s. n. m.) | Municipio                           | Coordenadas                                  |
| ------------------ | -------------------- | ----------------------------------- | -------------------------------------------- |
| Cerro Pelón        |                      | Acolman                             | 19°38′21″N 098°58′51″O / 19.63917, -98.98083 |
| Cerro La Cruz      |                      | Acolman/San Martín de las Pirámides | 19°37′51″N 098°49′08″O / 19.63083, -98.81889 |
| Cerro Chiconquiaco |                      | Acolman                             |                                              |
| Cerro Tezontlale   |                      | Acolman/Tepetlaoxtoc                |                                              |
| Cerro Las Palmas   |                      | Tepetlaoxtoc                        |                                              |
| Cerro Cuajio       |                      | Tepetlaoxtoc                        | 19°37′11″N 098°49′43″O / 19.61972, -98.82861 |
| Cerro Tetepayo     |                      | Axapusco/ Tepetlaoxtocc             | 19°35′24″N 098°48′40″O / 19.59000, -98.81111 |
| Cerro Ocoyo        |                      | Tepetlaoxtoc                        | 19°36′09″N 098°48′01″O / 19.60250, -98.80028 |
| Cerro Tezontepec   |                      | Tepetlaoxtoc                        | 19°34′33″N 098°46′27″O / 19.57583, -98.77417 |
| Cerro Telpayo      |                      | Tepetlaoxtoc                        | 19°35′32″N 098°47′29″O / 19.59222, -98.79139 |